# Hrabstwo Adair (Iowa)

Piramida wieku hrabstwa

Hrabstwo Adair – hrabstwo w USA, w stanie Iowa. Jego siedzibą jest miasto Greenfield. W roku 2000 hrabstwo zamieszkiwały 8 243 osoby.

## Geografia
Według danych amerykańskiego Biura Spisów Ludności, hrabstwo zajmuje powierzchnię 1477 km², z czego 1474 km² stanowią lądy, a 3 km² (0,18%) stanowią wody.

### Sąsiednie hrabstwa
- Hrabstwo Guthrie (północ)
- Hrabstwo Madison (wschód)
- Hrabstwo Union (południowy wschód)
- Hrabstwo Adams (południowy zachdód)
- Hrabstwo Cass (zachód)

## Historia
Hrabstwo zostało założone w roku 1851 i nazwane na cześć amerykańskiego generała Johna Adaira.

## Demografia
Według danych amerykańskiego Biura Spisów Ludności, w roku 2000 hrabstwo zamieszkiwały 8243 osoby, które tworzyły 3398 gospodarstw domowych oraz 2324 rodzin. Gęstość zaludnienia wynosiła 6 osób/km². Na terenie hrabstwa znajdowało się 3690 budynków mieszkalnych o średniej częstości występowania na poziomie 2 budynków/km². W 98,91% ludnością hrabstwa byli ludzie biali, 0,07% czarni, 0,07% rdzenni Amerykanie, 0,23% Azjaci, 0,23% ludność innych ras, 0,49% to ludność wywodząca się z dwóch lub większej ilości ras, 0,70% to Hiszpanie lub Latynosi.
W hrabstwie znajdowało się 3398 gospodarstw domowych, z czego w 29,20% z nich znajdowały się dzieci poniżej 18 roku życia. 59,50% gospodarstw domowych tworzyły małżeństwa, 5,70% stanowiły kobiety bez męża, a 31,60% to nie rodziny. 28,10% wszystkich gospodarstw składało się z jednej osoby. W 15,90% znajdują się samotne osoby powyżej 65 roku życia. Średnia wielkość gospodarstwa domowego wynosi 2,37 osoby, a średnia wielkość rodziny to 2,89 osoby.
Populacja hrabstwa rozkładała się na 23,90% osób poniżej 18 lat, 6,90% osób z przedziału wiekowego 18-24 lat, 24,40% osób w wieku od 25 do 44 lat, 22,70% w wieku 45-64 lat i 22,10% osób w wieku 65 lub więcej lat. Średni wiek wynosił 42 lata. Na każde 100 kobiet przypadało 95,90 mężczyzn, a na każde 100 kobiet w wieku 18 lub więcej lat 93,00 mężczyzn.
Średni roczny dochód w hrabstwie dla gospodarstwa domowego wynosił 35 179 USD, a średni roczny dochód dla rodziny to 42 884 USD. Średni roczny dochód mężczyzny to 29 008 USD, kobiety 21 680 USD. Średni roczny dochód na osobę wynosił 17 262 USD. 4,90% rodzin i 7,60% populacji hrabstwa żyło poniżej minimum socjalnego, z czego w 9,40% były to osoby poniżej 18 lat a w 8,70% powyżej 65 lat.

## Miasta
- Adair
- Bridgewater
- Casey
- Fontanelle
- Greenfield
- Orient
- Stuart

## Gminy
| - Eureka - Grand River - Greenfield - Grove - Harrison | - Jackson - Jefferson - Lee - Lincoln - Orient | - Prussia - Richland - Summerset - Summit - Union | - Walnut - Washington |